# Червено, бяло и кралско синьо (филм)
„Червено, бяло и кралско синьо“ (на английски: Red, White & Royal Blue) е американска романтична ЛГБТ комедия от 2023 година на режисьора Матю Лопес.

## Сюжет
Внимание:  Текстът по-долу разкрива сюжета на произведението (или части от него)!
Първата в света жена президент на Съединените щати Елън Клермонт идва на сватбата на Филип, престолонаследника на Великобритания, заедно със сина си Алекс. Алекс има дългогодишна вражда с принц Хенри, по-малкия брат на принц Филип, и тази среща завършва с безпрецедентен срам – младите хора отново се скарват и попадат в сватбената торта на принца.
Цялата световна преса се наслаждава на подробностите около скандала и за да намалят по някакъв начин последствията, Алекс и Хенри са принудени да дадат поредица от интервюта и речи, в които се преструват на приятели. Първоначално преструвката им се отдава с голяма трудност, но скоро отношенията им се стоплят и те стават добри приятели. Алекс кани Хенри на ежегодното новогодишно парти в Белия дом и в разгара на празника Хенри, виждайки Алекс да целува момичета, бяга. Когато Алекс намира Хенри, той се опитва да разбере защо приятелят му е избягал, но Хенри отговаря, като целува Алекс и напуска купона завинаги. В продължение на няколко седмици Алекс се опитва да се свърже с Хенри, но той го игнорира. В един момент Алекс осъзнава, че е силно привлечен от Хенри, и Алекс признава това на Нора, най-добрата му приятелка и внучка на вицепрезидента.
Скоро Алекс среща Хенри и младите мъже стават любовници. Младите хора пазят връзката си в най-строга тайна. Тъй като майката на Алекс планира да се кандидатира за преизбиране, Алекс решава да ѝ помогне и пътува до Тексас като част от предизборния ѝ щаб. Неочаквано Хенри идва при Алекс в САЩ, те отново се събират и Алекс признава на майка си за тяхната любов. Елън Клермонт подкрепя избора на сина си, но го съветва да помисли добре как ще се развият отношенията на Алекс и Хенри в бъдеще. Алекс кани Хенри в селската къща на семейството си близо до Остин, Тексас, където му признава любовта си и го кани да станат официална гей двойка. Хенри се страхува, че кралското семейство никога няма да позволи на принца да направи това и бяга във Великобритания. Алекс решава да се бори за любовта си и също отива в Лондон, където среща Хенри и убеждава любовника си, че си струва да се борят за връзката им. Хенри се съгласява с Алекс и те отново се събират и отново са щастливи.
Щастието обаче не трае дълго. Корумпираният журналист Мигел Рамос, бивш любовник на Алекс, решава да отмъсти на „неверния” и публикува любовната кореспонденция между Алекс и Хенри в пресата. Избухва огромен скандал и Белият дом и Бъкингамският дворец напълно изолират Алекс и Хенри от външния свят и един от друг. Въпреки това Захра Банкстън, заместник-началник на кабинета на Белия дом, се свързва тайно с Шан, адютанта на Хенри, и благодарение на тяхната помощ влюбените млади мъже отново могат да общуват. Алекс веднага лети за Лондон, за да се събере отново с Хенри. Крал Джеймс III от Великобритания ги вика на среща и казва, че не могат да бъдат заедно, защото връзката им е несъвместима с кралските традиции, но сестрата на Хенри Беатрис подкрепя избора им. Алекс и Хенри излизат заедно на балкона и открито поздравяват публиката като официална гей двойка.
В изборната нощ Хенри се връща в Съединените щати, за да бъде с Алекс. Елън Клермонт печели изборите и отново става президент на Съединените щати, а щастливите Алекс и Хенри посещават дома на Алекс от детството в Остин, за да празнуват със семейството си.

## Актьорски състав
| Актьор                | Роля                                                                                   |
| --------------------- | -------------------------------------------------------------------------------------- |
| Тейлър Захар Перес    | Алекс Клермонт-Диас – син на президента на САЩ                                         |
| Никълъс Галицин       | Принц Хенри – британски принц, по-малък брат на престолонаследника                     |
| Клифтън Колинс младши | Оскар Диас – сенатор на САЩ и баща на Алекс                                            |
| Ума Търман            | Елън Клермонт – първата жена президент на САЩ и майка на Алекс                         |
| Сара Шахи             | Захра Банкстън – заместник-началник на администрацията на президента на САЩ            |
| Рейчъл Хилсън         | Нора Холеран – най-добра приятелка на Алекс и внучка на вицепрезидента на САЩ          |
| Стивън Фрай           | Джеймс III – британски крал и дядо на принц Хенри                                      |
| Ели Бамбър            | Принцеса Беатрис – по-малка сестра на принц Хенри                                      |
| Томас Флин            | Принц Филип – престолонаследник и по-голям брат на принц Хенри                         |
| Малкълм Атобра        | Пърси Оконджо – най-добър приятел на принц Хенри                                       |
| Акшай Хан             | Шан Шривистава – адютант на принц Хенри                                                |
| Шарън Д. Кларк        | министър-председател на Обединеното кралство                                           |
| Анеш Шет              | Ейми – агент от Тайните служби на САЩ                                                  |
| Хуан Кастано          | Мигел Рамос – политически журналист, който в миналото е имал романтична връзка с Алекс |

## Снимачен процес
- Основните снимки започват в Обединеното кралство през юни 2022 г. и завършват през август същата година.